# Juliane Karwath
Juliane Friederike Emilie Karwath (* 16. Juli 1877 in Straßburg; † 15. Dezember 1931 in Weimar) war eine deutsche Schriftstellerin und Pädagogin.

## Leben

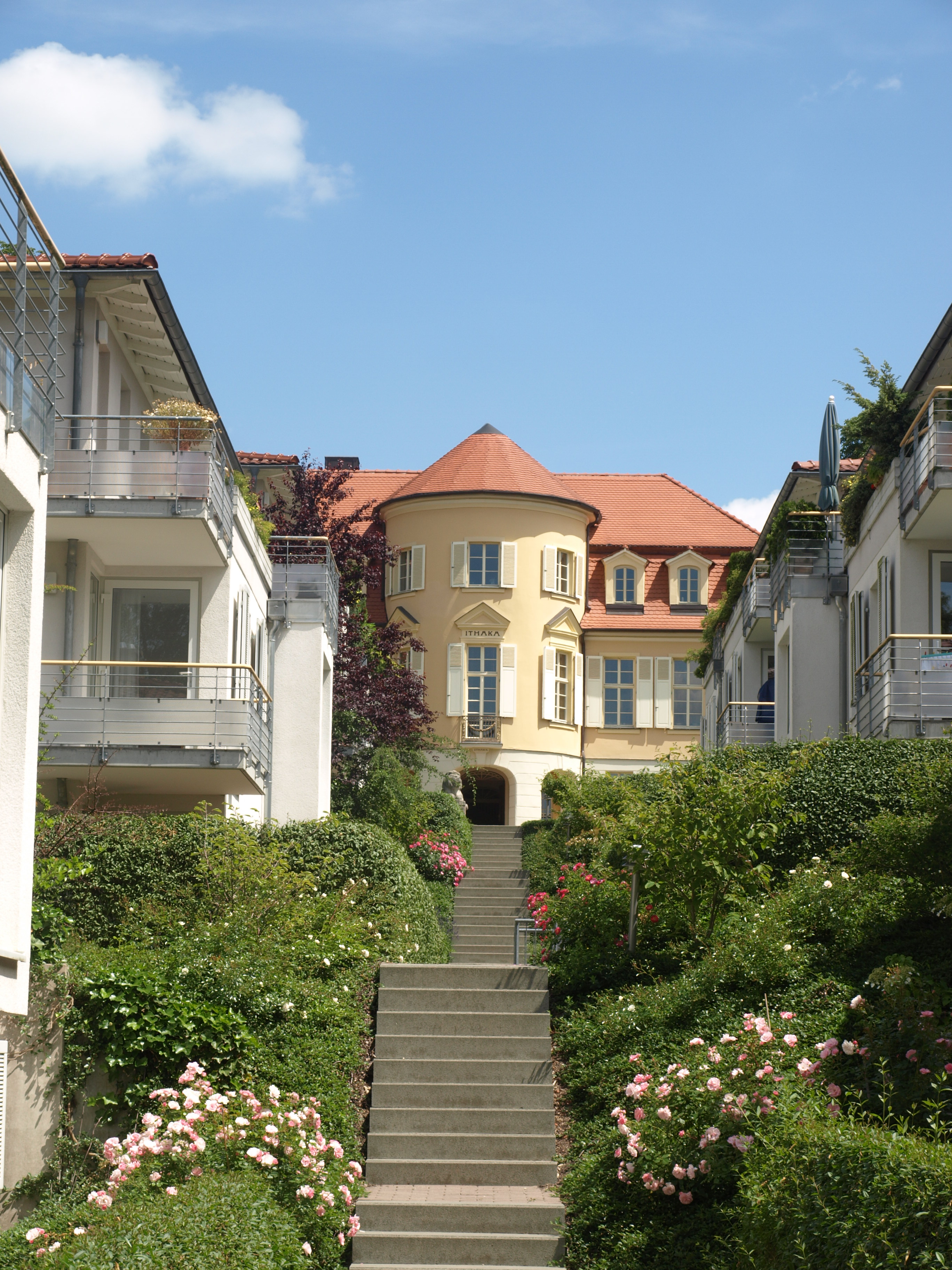
Haus Ithaka

Juliane Karwath wuchs als Tochter eines preußischen Verwaltungsbeamten in Neiße in der Nähe der schlesischen  Stadt Oppeln auf. Die Familie stammte aus Schlesien; in der Gegend von Kreuzburg befand sich eine Karwath-Mühle.
1895 übersiedelte sie nach Posen. Wegen eines Augenleidens konnte sie den Plan, Malerin zu werden, nicht verwirklichen. 1899 bis 1901 besuchte sie das Lehrerinnenseminar der Königlichen Gewerbeschule in Lübeck, wo sie das Examen als Koch- und Haushaltslehrerin ablegte. Danach war sie an verschiedenen Haushaltsschulen in Sachsen und Schlesien angestellt, schließlich von 1906 bis 1922 als Lehrerin in Gera. Danach wirkte sie als freie Schriftstellerin in Schlesien, bevor sie nach Thüringen und damit Weimar kam. Sie war befreundet mit Ricarda Huch und Mitglied im Schutzverband Deutscher Schriftsteller.
Juliane Karwath wohnte zuletzt in der Bahnhofstraße 30 in Oberweimar. Eine Gedenktafel erinnert daran. Sie starb 1931 im Alter von 54 Jahren unverheiratet im Haus Ithaka. Juliane Karwath schrieb zehn Romane und einige Novellen, ist aber mittlerweile weithin vergessen.
Der Nachlass von Juliane Karwath liegt im Goethe- und Schiller-Archiv.
Ihr Grab befindet sich auf dem Historischen Friedhof Weimar.

## Werke (Auswahl)
- Das Feuer hinter dem Berge. Roman, E. Fleischel, Berlin 1913. Neuauflage Hofenberg, Berlin 2021, ISBN 978-3-7437-3933-8
- Die Abenteuer des Müllers Crispin, hrsg. von Martin A. Völker, Verlag: Elsinor Verlag, Coesfeld 2021 (Neuauflage; Original von 1921)
- Aglai, Berlin: Volksverband d. Bücherfreunde, 1924.
- Marie Duchanin, Stuttgart: Deutsche Verlags-Anstalt, 1926.
- Der Ritt mit dem wilden Jäger, Breslau: Ostdeutsche Verlagsanstalt, 1926.
- Die Droste, Stuttgart: Deutsche Verlags-Anstalt, 1929 [Ausg. 1928]

## Quelle
- Julia Vaje: Karwath, Juliane. In: Lutz Hagestedt (Hrsg.): Deutsches Literatur-Lexikon. Das 20. Jahrhundert. 26 (Karner - Kelter). De Gruyter, 2016.